# Шлычков, Александр Геннадьевич
Шлычков, Александр Геннадьевич (род. 2 января 1961) — заслуженный тренер России по тхэквондо, президент Европейского союза паратхэквондо, член руководящего органа по паратхэквондо Всемирной Федерации Тхэквондо, основатель благотворительного фонда поддержки людей с инвалидностью, укрепления и пропаганды здорового образа жизни «Сила духа», председатель правления НП «Центр содействия развитию и поддержки национальных традиций, культуры и искусства «Связь Времён», спортивный и общественный деятель.

## Биография
Александр Шлычков родился в городе Усть-Лабинск Краснодарского края. Во время учебы в школе начал заниматься греко-римской борьбой в секции под руководством заслуженного тренера России Владимира Алехина. После окончания 8 классов поступил в МсСВУ. Продолжил обучение в ДВВПУ. Во время учебы тренировался в секции каратэ под руководством Валерия Медведева (7 дан Сётокан) и Сергея Лапшина (8 дан Сётокан, трехкратный чемпион Украины, бронзовый призер первых всесоюзных соревнований в Таллине, мастер спорта Украины), стал призером Чемпионата Украины по каратэ, кандидат в мастера спорта по каратэ, черный пояс.
В 1983–1985 годах в составе ограниченного контингента советских войск нес службу в Афганистане.
В 1986 году участвовал в ликвидации последствий аварии наЧернобыльской АЭС.
Уволился из рядов ВС по состоянию здоровья в звании капитана.
В 1990 году возглавил Центр по профилактике правонарушений при Воронежском областном комитете ВЛКСМ. В конце 1980-х при Воронежском областном спорткомитете организовал и возглавил Воронежскую областную спортивную школу единоборств «Щит», где начал развивать и пропагандировать восточные единоборства.

## Тхэквондо
С декабря 1990 года по март 1991 года проходил стажировку на кафедре тхэквондо в одном из ведущих учебных заведений Кореи — Университете Кёнхи (Сеул).
С 1991 года возглавляет Воронежскую областную федерацию тхэквондо ВТФ.
С 2010 года занимается пропагандой здорового образа жизни и вовлечением инвалидов в занятия спортом. После создания Всероссийской федерации тхэквондо инвалидов с поражением опорно-двигательного аппарата стал ее вице-президентом, а в 2013 году — президентом. В 2011 году на первом чемпионате Европы российская команда заняла первое командное место, получив 5 золотых, 5 серебряных и 5 бронзовых наград.
В 2012 году возглавил Европейский союз пара-тхэквондо. Главной задачей того периода была работа по включению паратхэквондо в программу Паралимпийских Игр. Одним из ключевых достижений на занимаемой должности стало включение дисциплины паратхэквондо в программу Паралимпийских Игр в Токио 2020 года.
В марте 2014 года возглавил общественную организацию «Сила духа», призванную поддерживать людей с ограниченными возможностями, а так же пропагандировать и укреплять здоровый образ жизни. В 2015 году был назначен в руководящий орган по паратхэквондо Всемирной федерации тхэквондо.